# Lys-Saint-Georges

Lys-Saint-Georges este o comună în departamentul Indre, Franța. În 1 ianuarie 2022 avea o populație de 200 de locuitori.